# Episodi di Falcon Crest (quarta stagione)
La quarta stagione della serie televisiva Falcon Crest, composta da 30 episodi, è stata trasmessa negli Stati Uniti dal canale CBS dal 28 settembre 1984 al 24 maggio 1985, posizionandosi al 10º posto nei rating Nielsen di fine anno con il 19,9% di penetrazione e con una media superiore ai 16 milioni di spettatori.
In Italia, questa stagione è andata in onda su Rete 4.
Il cast regolare di questa stagione è formato da: Jane Wyman (Angela Channing), Robert Foxworth (Chase Gioberti), Susan Sullivan (Maggie Gioberti), Simon MacCorkindale (Greg Reardon), Lorenzo Lamas (Lance Cumson), David Selby (Richard Channing), Ana Alicia (Melissa Agretti Cumson), William R. Moses (Cole Gioberti), Abby Dalton (Julia Cumson), Margaret Ladd (Emma Channing), Laura Johnson (Terry Ranson), Paul Freeman (Gustav Riebmann), Sarah Douglas (Pamela Lynch).
| nº | Titolo originale        | Titolo italiano            | Prima TV USA      | Prima TV Italia  |
| -- | ----------------------- | -------------------------- | ----------------- | ---------------- |
| 1  | Requiem                 | Il segreto di Falcon Crest | 28 settembre 1984 | 20 novembre 1986 |
| 2  | Father's Day            | Il giorno del padre        | 5 ottobre 1984    | 27 novembre 1986 |
| 3  | Strangers               | Visita inaspettata         | 12 ottobre 1984   | 4 dicembre 1986  |
| 4  | The Outcasts            | New Globe                  | 19 ottobre 1984   | 11 dicembre 1986 |
| 5  | Shadows                 | Nuove ombre                | 26 ottobre 1984   | 18 dicembre 1986 |
| 6  | Lord of the Valley      | Spiragli di verità         | 2 novembre 1984   | 8 gennaio 1987   |
| 7  | The Intruder            | L'intrusa                  | 9 novembre 1984   | 15 gennaio 1987  |
| 8  | Pain and Pleasure       | Strategia del potere       | 16 novembre 1984  | 22 gennaio 1987  |
| 9  | The Trump Card          | L'asso nella manica        | 23 novembre 1984  | 29 gennaio 1987  |
| 10 | Tarentella              | Tarantella                 | 30 novembre 1984  | 5 febbraio 1987  |
| 11 | Going Once, Going Twice | Busta chiusa               | 7 dicembre 1984   |                  |
| 12 | The Triumvirate         | Il triumvirato             | 14 dicembre 1984  |                  |
| 13 | Winner Take All         | Voglia di vincere          | 21 dicembre 1984  |                  |
| 14 | Suitable for Framing    | Viaggio in Europa          | 28 dicembre 1984  |                  |
| 15 | Vicious Circle          | Circolo vizioso            | 4 gennaio 1985    |                  |
| 16 | Insult and Injury       | Un argomento convincente   | 11 gennaio 1985   |                  |
| 17 | Acid Tests              | Sabotaggio                 | 25 gennaio 1985   |                  |
| 18 | The Showdown            | Giochi scoperti            | 1º febbraio 1985  |                  |
| 19 | Retribution             | Caccia al tesoro           | 8 febbraio 1985   |                  |
| 20 | Forsaking All Others    | Le nozze                   | 15 febbraio 1985  |                  |
| 21 | Recriminations          | Recriminazioni             | 22 febbraio 1985  |                  |
| 22 | House Divided           | Un nuovo erede             | 8 marzo 1985      |                  |
| 23 | The Trial               | Il processo                | 15 marzo 1985     |                  |
| 24 | Justice for All         | Il verdetto                | 29 marzo 1985     |                  |
| 25 | Devil's Harvest         | Libertà vigilata           | 12 aprile 1985    |                  |
| 26 | The Decline             | Il declino                 | 19 aprile 1985    |                  |
| 27 | And the Fall            | La caduta                  | 3 maggio 1985     |                  |
| 28 | Cold Comfort            | Il ripensamento            | 10 maggio 1985    |                  |
| 29 | Confessions             | Confessioni                | 17 maggio 1985    |                  |
| 30 | The Avenging Angel      | L'angelo vendicatore       | 24 maggio 1985    |                  |